# Dime (dollaro statunitense)
Il dime è una moneta che vale 10 centesimi, un decimo di dollaro degli Stati Uniti. La denominazione è stata autorizzata dalla legge sulla coniazione (Coinage Act) del 1792. Il dime è il più piccolo di diametro ed è la più sottile di tutte le monete degli Stati Uniti attualmente coniate per la circolazione.

## Storia
Dalla sua introduzione nel 1796, il dime è stato rilasciato in sei diversi tipi principali, escludendo il "disme" del 1792. Il nome per ogni tipo (fatta eccezione per il dime "Barber") indica il disegno sul dritto della moneta.
- Busto drappeggiato, 1796-1807
- Busto con cappello, 1809-1837
- Libertà seduta, 1837-1891
- "Barber", 1892-1916
- Libertà con testa alata (Mercurio), 1916-1945
- Franklin Delano Roosevelt, 1946-oggi

Tutti i dime coniati fino al 1964 sono in argento al 90% e il resto in rame. A partire dal 1965, a causa del valore dell'argento che superava quello facciale, è stata introdotta la composizione attuale.

## Media
Secondo Don Rosa, la moneta "Numero Uno" di Zio Paperone della Disney, corrisponderebbe ad un dime di nome "Libertà seduta" del 1875.